# Resolution 1172 des UN-Sicherheitsrates
Die Resolution 1172 des UN-Sicherheitsrates wurde am 6. Juni 1998 einstimmig verabschiedet, nachdem Indien und Pakistan im Mai 1998 Nuklearversuche durchgeführt hatten.
Die Resolution verurteilte die spezifischen Nukleartests von Indien und Pakistan im Mai 1998 und forderte beide Länder auf, ihre Tests sofort zu beenden. Zudem wurden sie aufgefordert, auf provokante Handlungen zu verzichten und den Dialog wieder aufzunehmen. Die Resolution sah vor, dass Indien und Pakistan ihre Atomwaffenprogramme, die Entwicklung ballistischer Raketen und die Produktion von spaltbarem Material einstellen sollten. Alle Länder wurden aufgefordert, den Export von Ausrüstung oder Technologie, die die Atomprogramme dieser Länder unterstützen könnten, zu verbieten. Die Resolution erkannte an, dass die Tests eine ernsthafte Bedrohung für die globale Abrüstung und Nichtverbreitung darstellten.
Als Anreiz für die Beendigung ihrer Atomprogramme bot der Sicherheitsrat an, bei der Lösung des Konflikts in Kaschmir behilflich zu sein. Die Reaktionen der beteiligten Länder, insbesondere Indien und Pakistan, waren jedoch negativ, wobei beide die Resolution kritisierten, aber Indien gleichzeitig die Anerkennung bilateraler Dialoge als Grundlage für zukünftige Beziehungen betonte.